# Motståndaren
Motståndaren (internationaler Titel: Opponent, dt.: „Gegner“) ist ein schwedischer Spielfilm von Milad Alami aus dem Jahr 2023.
Die Premiere des Dramas erfolgte im Februar 2023 bei der 73. Berlinale.

## Handlung
Nach einem gewaltsamen Anschlag ist Iman mit seiner Familie aus dem Iran nach Schweden geflüchtet. Dort leben müssen sie fortan in ständig wechselnden Flüchtlingsunterkünften. Um die Chance auf eine Aufenthaltserlaubnis zu erhöhen, nimmt Iman seine Karriere als Wrestler wieder auf. In der Folge wird er mit den Gründen für seine Flucht konfrontiert.

## Veröffentlichung
Die Uraufführung von Motståndaren fand am 18. Februar 2023 bei den Filmfestspielen Berlin in der Sektion Panorama statt. Ein regulärer Kinostart in Schweden erfolgte am 31. März 2023.

## Auszeichnungen
Im Rahmen seiner Aufführung auf der Berlinale ist der Film für den Panorama Publikumspreis nominiert. Auch gelangte Motståndaren in die Auswahl für den LGBTIQ-Preis Teddy Award.